# پرویز محمدنژاد قاضی‌محله
پرویز محمدنژاد قاضی‌محله سیاستمدار ایرانی است. وی موفق شد در یازدهمین انتخابات مجلس شورای اسلامی که در تاریخ ۲ اسفند ۱۳۹۸ برگزار شد، با کسب ۲۲ هزار و ۶۳۳ رای از مجموع ۵۷ هزار و ۵۶۴ رای ماخوذه، از حوزه انتخابیه لنگرود از استان گیلان انتخاب گردد و به مجلس راه یابد.